# Cèmuhî
Le cèmuhî (ou camuki) est une langue austronésienne qui fait partie des langues kanak, parlée par environ 3 300 locuteurs dans les communes de Touho, Koné et Poindimié (Province Nord) dans l’aire coutumière Paici-Camuki. C’est une langue régionale de France.

## Historique et description
Le mot cèmuhî se prononce « tyèmouhî » ou « tyamoukî ». La langue était appelée tié, tyamuhi ou langue de Wagap par les Pères maristes installés à Wagap au XIXe siècle, notamment le P. Benoît Forestier et le P. Roussel qui connaissent la langue et en mettent au point les premières transcriptions. Le terme de « tié » était encore récemment utilisé pour désigner la langue parlée au nord de la vallée de la Tiwaka.
C’est une langue à tons à trois registres. Le nombre des locuteurs est estimé à 3 300 dont 800 hors zone traditionnelle par Jean-Claude Rivierre.